# Montes de Alvor
Montes de Alvor é uma aldeia na freguesia de Alvor, no Município de Portimão, em Portugal.

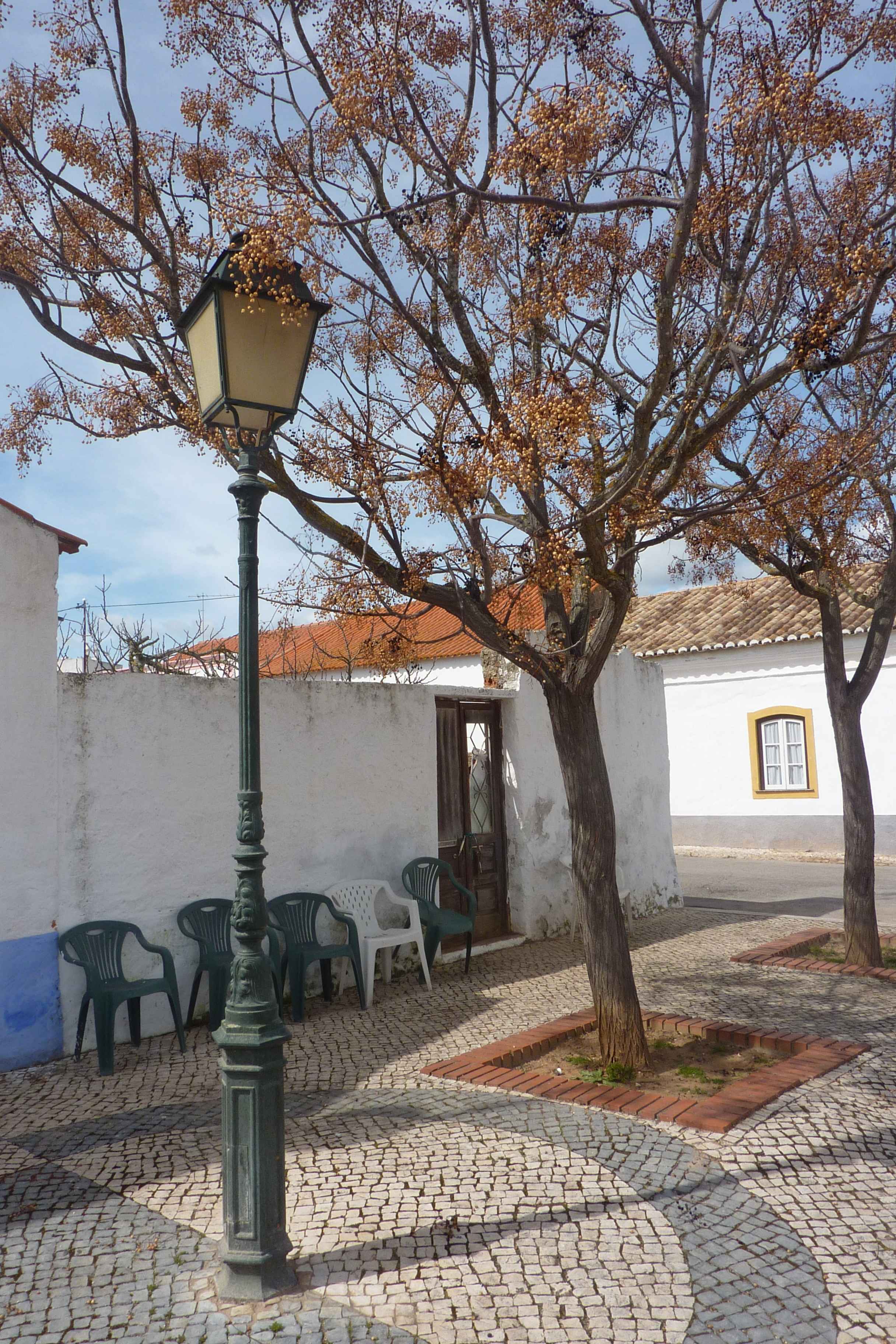
Praça Humberto Delgado, em Montes de Alvor.

## Descrição e história
Um dos principais monumentos na aldeia é a sua igreja. Os equipamentos culturais e sociais incluem o Jardim de Infância dos Montes de Alvor, a Escola Básica Montes de Alvor, o Centro de Convívio Montes de Alvor, um posto de correios, e um espaço polidesportivo.
É também nas imediações de Montes de Alvor que se encontra o importante Aeródromo da Penina.
A área é habitada pelo menos desde a Idade do Bronze, uma vez que o arqueólogo Estácio da Veiga escavou ali uma sepultura, onde encontrou vestígios humanos, uma folha de lança em cobre e vasos de barro. A igreja terá sido provavelmente construída no século XVII. Na década de 1920 entrou ao serviço o Apeadeiro de Alvor, na Linha do Algarve, que também era conhecido como Montes de Alvôr.
No século XXI, a área de Montes de Alvor foi alvo de vários planos de vulto por parte da Câmara Municipal de Portimão, principalmente em termos de comunicações rodoviárias. Com efeito, durante as eleições autárquicas de 2021, uma das promessas eleitorais da candidata Isilda Gomes, do Partido Socialista, foi a requalificação da EM531, que liga a Penina a Alvor, passando por Montes de Alvor. No ano seguinte, a autarca afirmou que um dos melhoramentos previstos no âmbito do Plano Mobilidade Sustentável de Portimão seria a abertura do concurso  para a nova V10, entre a Penina e os Montes de Alvor, que considerou como «uma entrada em Portimão fundamental e crucial», mas que então se encontrava em más condições de conservação. Em 2017, uma das obras previstas no orçamento para o ano seguinte era a ampliação do Jardim de Infância dos Montes de Alvor. Em 2020, foram feitas obras no Pavilhão Desportivo dos Montes de Alvor, no âmbito de um programa da autarquia para a requalificação dos equipamentos desportivos do concelho.